# Calymperopsis africana
Calymperopsis africana là một loài rêu trong họ Calymperaceae. Loài này được Mitt. Broth. mô tả khoa học đầu tiên năm 1924.